# Alexandru Hartel
Alexandru Hartel (n. 27 noiembrie 1853 - d. ?) a fost unul dintre generalii Armatei României din Primul Război Mondial.
:p. 155
A îndeplinit funcția de comandant al Diviziei 5 Infanterie în campania anului 1916.

## Cariera militară
După absolvirea școlii militare de ofițeri cu gradul de sublocotenent, Alexandru Hartel a ocupat diferite poziții în cadrul unităților de artilerie sau în eșaloanele superioare ale armatei, cele mai importante fiind cele de șef de stat major al Corpului 3 Armată, comandant al Brigăzii 1 Artilerie sau Secretar general al Ministerului de Război.
A participat la Războiul de Independență fiind rănit pe timpul asaltului redutei Grivița din data de 27 august 1877.:p. 155
În perioada Primului Război Mondial, a îndeplinit funcția de: comandant al Diviziei 5 Infanterie, în perioada 25 august - 24 septembrie 1916, când i se ia definitiv comanda pentru modul defectuos în care a condus divizia în luptele din Dobrogea.

## Decorații
- Ordinul „Steaua României”, în grad de cavaler (1904)
- Ordinul „Coroana României”, în grad de ofițer(1897)
- Crucea Trecerea Dunării
- Medalia Apărătorilor Independenței
- Semnul onorific de aur pentru serviciu militar de 25 de ani (1913)
- Medalia jubiliară „Carol I”, (1906)[2]:156